# 不二家

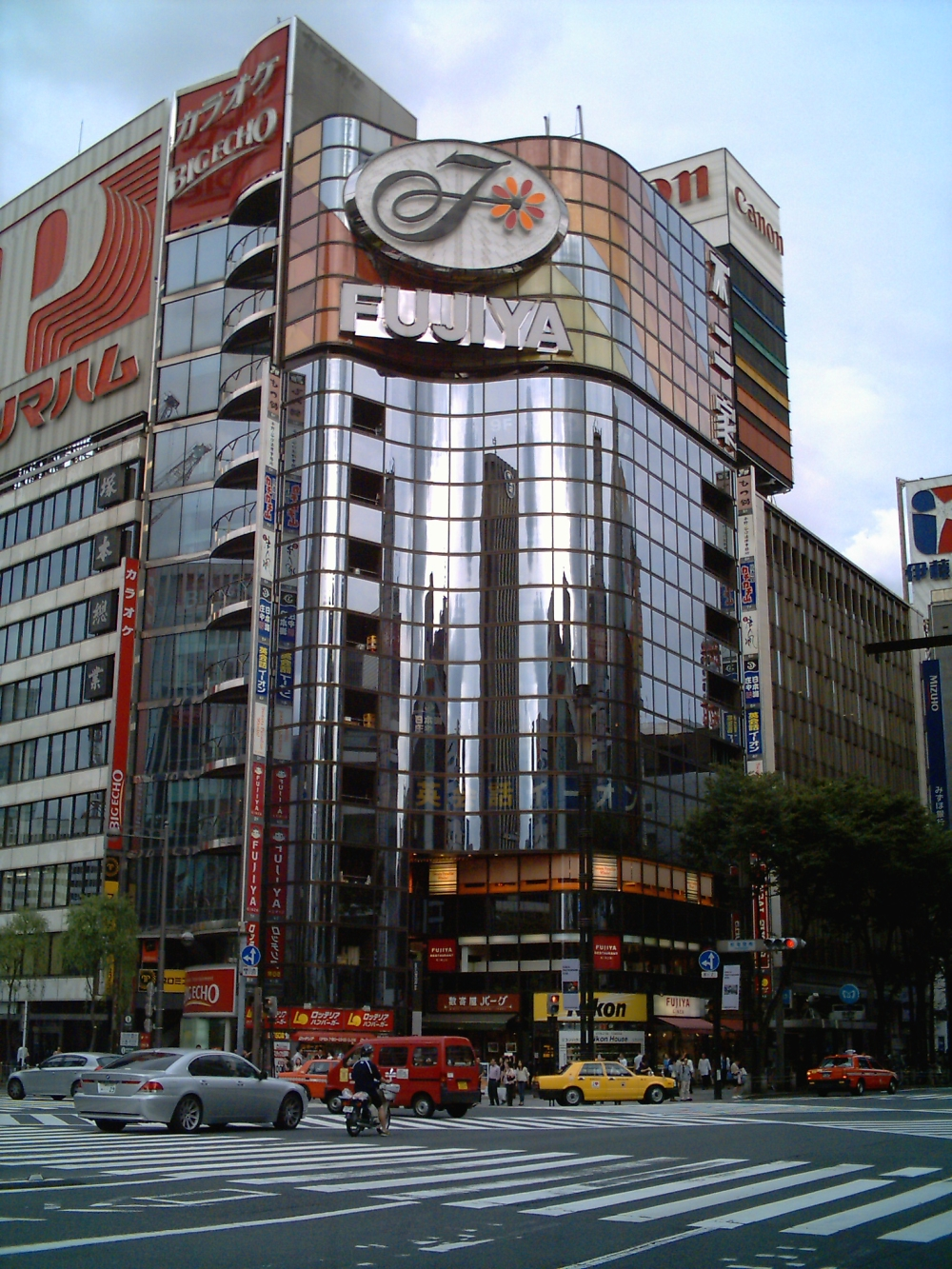
不二家銀座數寄屋橋店

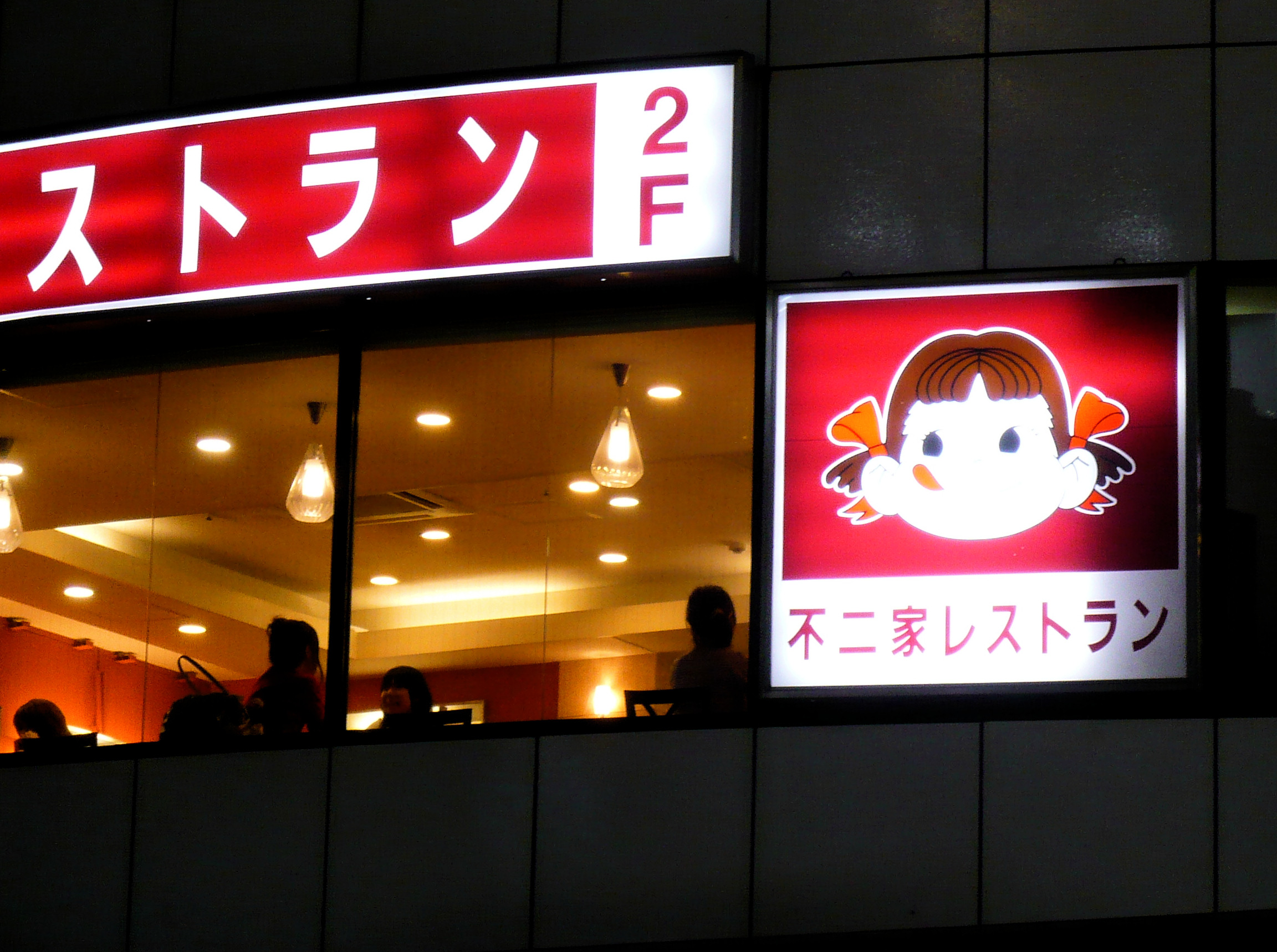
右為牛奶妹商標

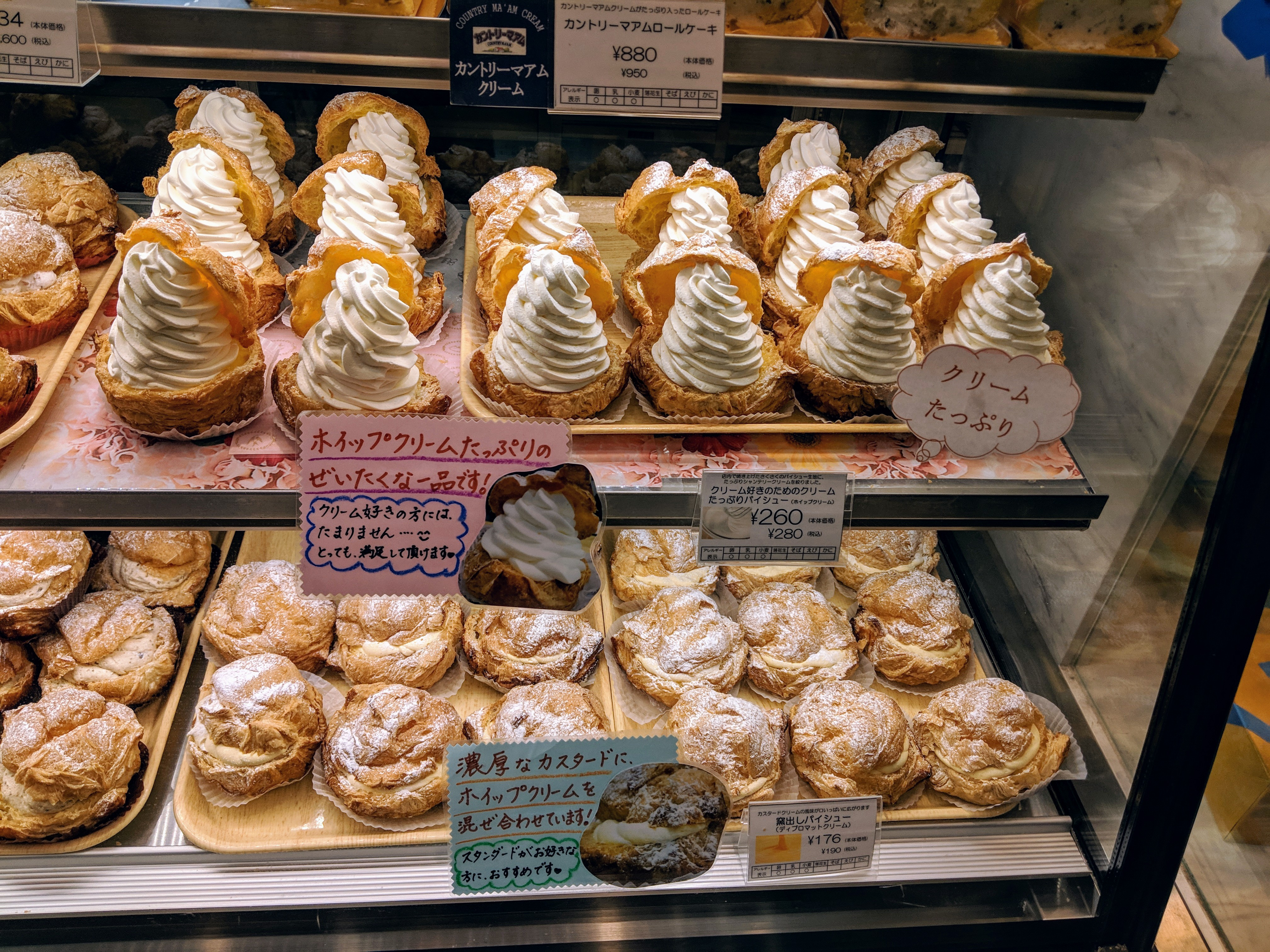

不二家（日语：株式会社不二家），是日本一家老字號的糕餅店，產品包括泡芙、曲奇餅、餅乾及巧克力等。不二家現任社長是河村宣行。不二家在香港出售的食品有牛奶妹商標的糖果，分銷點有Citysuper及崇光百貨等。

## 歷史
- 1910年：藤井林右衛門於橫濱市創立餅店。
- 1923年：於東京銀座開店。
- 1938年：成立不二家公司。
- 1946年：總部搬往東京。
- 1950年：通過了以「牛奶妹」作吉祥物。
- 1965年：在東京證券交易所、大阪證券交易所、名古屋證券交易所上市。
- 2005年：杭州蕭山工厂开业[1]
- 2007年：旗下埼玉工廠涉嫌採用過期食材生產，社長引咎辭職。
- 2008年：山崎麵包成為不二家最大股東。
- 2016年：不二家進駐台灣成為海外第一間甜點蛋糕店。

## 不祥事・事件

### 已到期原材料使用問題
2006年10月至11月间，埼玉工厂8次使用到已过消费期限的牛奶、鸡蛋制作奶油泡芙，共有1.6万个问题产品出厂。隔年1月15日社长藤井林太郎宣布引咎辞职。

## 產品
- 蛋糕
- 糖果
  - 銀河系
  - 巧克力LOOK
  - 巧克力梧桐
  - 巧克力鉛筆

## 关联项目
- 叡王戦
- 伊藤園
- 赤城乳業
- 栄屋乳業

## 外部連結
- 不二家ウェブサイト （页面存档备份，存于）
- 不二家(FUJIYA)的Facebook專頁
- 不二家Twitter （页面存档备份，存于）